# Francisco de Arobe
Francisco de Arobe, (Esmeraldas, Virreinato del Perú, 1543 - Esmeraldas, Virreinato del Perú, siglo XVII) fue un líder de las comunidades cimarronas afroindígenas, también conocidos como zambos, que se encontraban en la costa de Esmeraldas durante los primeros años del Virreinato del Perú, mientras se fundaba la Real Audiencia de Quito.Es conocido por haber sido retratado por el pintor indígena Andrés Sánchez Gallque en famoso cuadro conocido como Los mulatos de Esmeraldas que sería enviado al rey Felipe IV para su reconocimiento oficial como Gobernador de Esmeraldas.

## Reseña biográfica

### Primeros años
Fue hijo de un negro de nombre Andrés Mengache, proveniente de la zona afro-indonesia de Madagascar y de una Indígena nicaragüense de nombre desconocido. Juntos habían logrado escapar de un barco anclado en la costa de Esmeraldas. Se convirtió en cacique de la tierra de Dobe tras la muerte de su hermano mayor Juan Mangache y de su padre Andrés Mangache.Esta tierra estaba poblada por comunidades cimarronas que habían sido iniciadas por su padre entre 1550 y 1560, pero que para 1577 había muerto debido a los enfrentamientos con comunidades cercanas. Ese mismo año, uno de los líderes cimarrones Alonso de Illescas intentaría someter a Francisco y Juan para hacerse con el control de la comunidad, sin embargo fracasaría en su embestida. 

### Evangelización de San Mateo

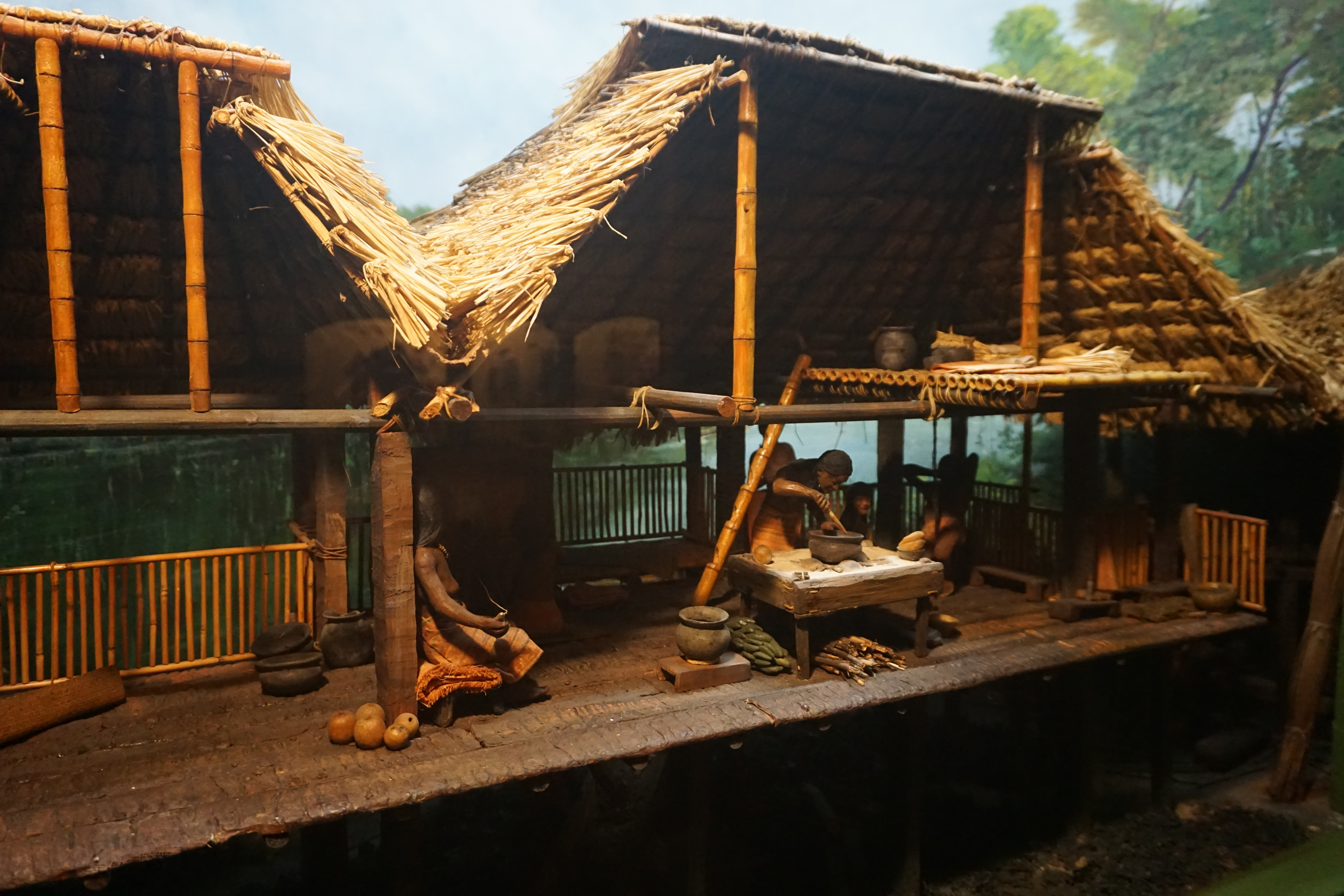
Representación de una casa Cayapa.

San Mateo había sido fundada por Bartolomé Ruiz en 1526, sin embargo el territorio no había sido controlado puesto que se encontraba poblado por indígenas nigua, lachi, campaces, malabas y cayapas que retomarían rápidamente el control cuando la expedición de Ruiz junto a Pizarro se encaminaría hacia el sur. La zona sin embargo empezó a ser poblada por esclavos libertos desde 1553 aproximadamente, cuando encallaría un barco que partía desde Panamá hacia Lima. Debido a la pugna entre los indígenas y los mulatos, así como los intentos de alianzas entre ellos, se vivirían varios conflictos con dos bandos marcados. El uno por Illescas y su alianza con indígenas quienes tenían un carácter más rebelde y el otro encabezado por Francisco de Arobe quien tenía un carácter pacífico para con la monarquía española en América. Esto le llevaría a Arobe a que en 1578 adopte la religión católica y apruebe la construcción de una iglesia en su pueblo, Bahía de San Mateo. Esto ocurriría un año después de que Miguel Cabello Balboa funde Atacames, hecho que no duraría mucho tiempo pues sería retomado por los indígenas de dicha tierra así como por los mulatos ya asentados. Durante esta época el cacique Felipe Cayapa tenía protagonismo dentro de la comunidad indígena de Esmeraldas, poder que iría disminuyendo a favor de los cimarrones. Más tarde, en fecha desconocida, Arobe se casó con una mujer llamada Doña Juana y tuvo al menos dos hijos.  
En la década de 1580, los hermanos ya trataban directamente con los colonizadores españoles. En 1586 Juan viajó repetidamente a Quito, donde recibió regalos del gobernador Rodrigo Díaz de Ribadeneyra a cambio de ayuda para establecer una colonia de colonos españoles en Esmeraldas. En 1589, Arobe puso a su comunidad bajo la instrucción religiosa del mercedario Fray Juan de Salas. A Arobe se le atribuye el establecimiento de una iglesia y la población de San Mateo que había sido fundada por Bartolomé Ruiz de Estrada en 1526 durante las primeras expediciones antes de la conquista del Tahuantinsuyo. Sin embargo, años más tarde se encontraba fuera del control de la corona. Por esta razón durante estos años recibiría el tratamiento de "don" por una provisión. Además, desde 1587 hasta 1598 viviría en la región el padre mercedario Onofre Esteban quien participaría en la evangelización de San Mateo.

### Conflicto con Alonso de Illescas
Esta estrategia sería completamente opuesta a la que adoptaría Alonso de Illescas con quien durante este tiempo tendría rivalidad ya que Illescas se alzaba como un cacique importante por sus alianzas con los indígenas locales y su violencia, según recuerda el historiador y antropólogo Jijón y Caamaño:

En un lugar cercano a la Bahía de San Mateo llamado Bey vivía un cacique poderoso de nombre Chilindaule a quien Alonso, de acuerdo con sus parientes propusieron alianza; hecha la amistad dio el Curaca una fiesta en Donde a la que fue Illescas con sus compañeros y parientes, quienes, cuando Chilindauli y los suyos se encontraban embriagados, asesinaron al cacique y a los más que podían serles de estorbo, adueñándose de los demás. Entonces, Alonso alzóse a Señor absoluto de la comarca.
Jacinto Jijón y Caamaño

Esta pugna de poder entre los Illescas y los Mangache-Arobe empeoró por la sospecha de que Alonso había asesinado a Andrés Mangache en 1577. Sin embargo la pelea sería superada al emparentarse a través de un matrimonio puesto que Juan Mangache (hijo de Andrés) se casó con una hija de Illescas y finalmente resultaron señores principales de varias comunidades y ocupando espacios específicos: los Illescas en Cabo Pasado al sur, y los Arobe en la bahía de San Mateo, al norte. De esta manera, después de la fundación de la Bahía, el territorio quedaría finalmente bajo control de Francisco de Arobe.  

### Gobernador de Esmeraldas
Los registros muestran poca actividad adicional hasta finales de la década de 1590. Para entonces, Arobe se había hecho famoso por ayudar a los náufragos que llegaban a la costa de Esmeraldas. El juez real Juan Barrio de Sepúlveda viajó a Esmeraldas para pacificar a los cimarrones, lo que dio lugar a que Francisco viajara a Quito en 1599 con dos de sus hijos, Pedro y Domingo (nombres cristianos), para prometer su lealtad a la Corona. Ahí sería reconocido como gobernador del territorio esmeraldeño.Para ello se pintaría el cuadro Los mulatos de Esmeraldas que sería enviado a Felipe IV a manera de recuerdo y permaneció en la colección real hasta finales del siglo XIX. En el cuadro se representa a don Francisco de Arobe con el típico cuello de lechuguilla que se usaba en el siglo XVI mostrando su carácter y conversión a la fe católica.Sobre el control político que lograron los negros en Esmeraldas sobre las demás comunidades indígenas que allí se encontraban, el capitán Pedro de Arévalo, en la relación sobre Esmeraldas del año 1600 enviado al presidente de la Audiencia y oidores, relata lo siguiente:

Los negros se mezclaron entre los indios y tomaron sus rritos, ceremonias y trajes y las mujeres que les pareció las más principales y cacicas y se fueron apoderando y señoreando de aquella tierra e yndios […] son señores absolutos della y de los dichos yndios y ellos los mandan y gobiernan y no se conoce otro cacique ni señor dellos en la dicha provincia más que los dichos negros que entre si por sus parcialidades los tienen repartidos.
Pedro de Arévalo

Un año antes, en 1598, el misionero Gaspar de Torres junto a indios cayapas, lachas y otros de los confines de Lita llegaron a Quito para certificar su lealtad y colaboración en la reducción y pacificación de Esmeraldas. En 1599 cuando llegaron Francisco junto a sus hijos, Pedro y Domingo, fueron confirmados como colaboradores para pacificar la región y evangelizar a sus habitantes. Según lo que refleja los registros la Secretaría de la Real Audiencia de Quito:

Arobe, sus hijos y los indios que lo acompañaban dieron la paz y obediencia al Rey y dellos en su rreal nombre se tomó posesión y el asiento y capitulaciones y ansi quedaron y están puestos por vasallos suyos en su rreal Corona.

## Legado

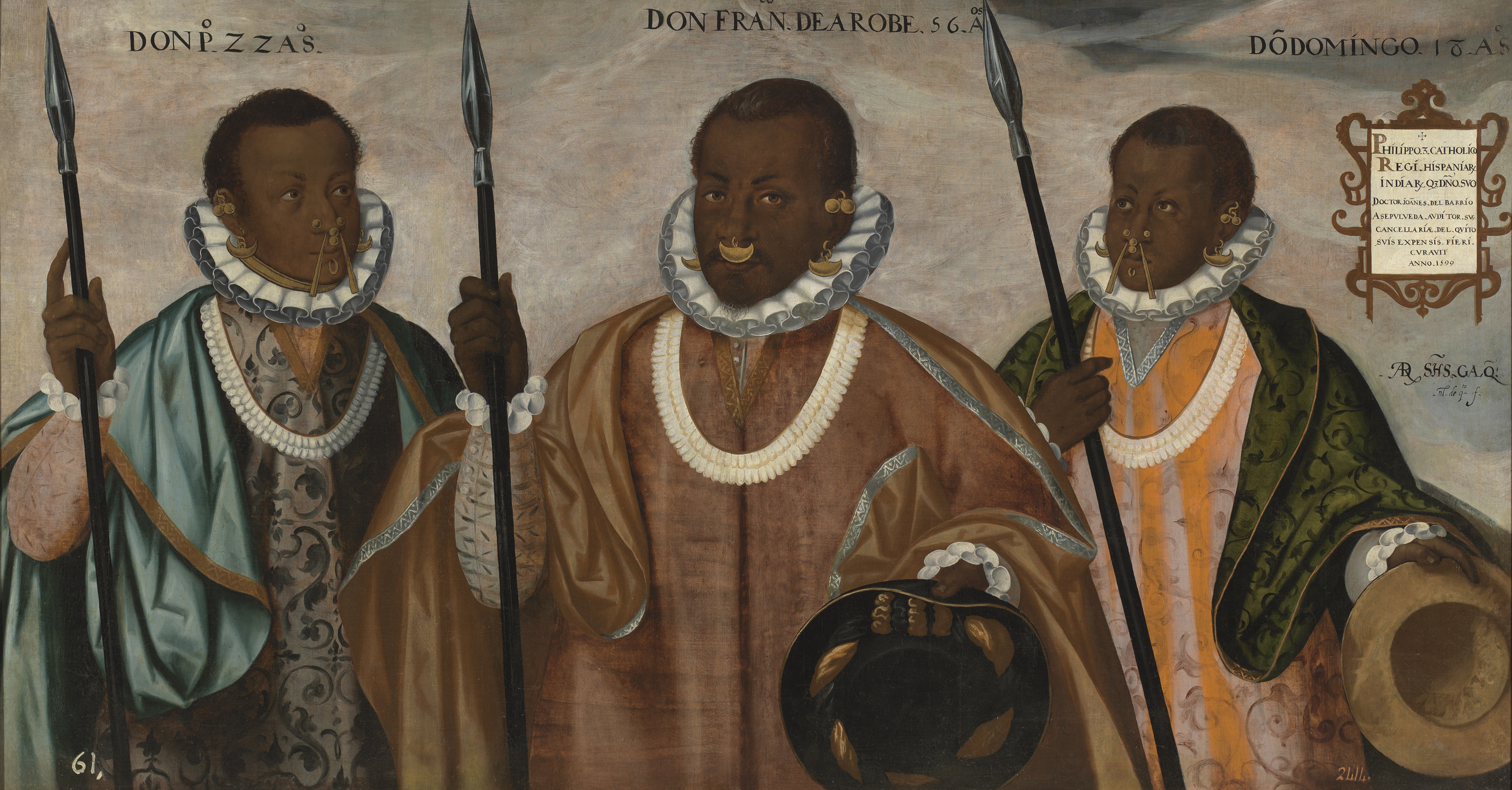
Los mulatos de Esmeraldas (1599), Andrés Sánchez Gallque, donde se representa a Francisco de Arobe junto a sus dos hijos Pedro y Domingo.

El oidor Barrio de Sepúlveda los describió como gobernantes de Esmeraldas y "señores de la tierra". Arobe también recibió el título militar de capitán. Aunque desaparece de los registros históricos después de 1599, su progenie seguiría gobernando las comunidades cimarronas durante generaciones hasta el año 1657 cuando se reconoce a Antonio Pata, indígena, como el líder de la comunidad que controlaba las costas de Esmeraldas. Además, su retrato se considera la primera pintura firmada de América y se ha convertido en uno de los retratos más reconocidos del primer periodo colonial. Su colaboración y reconocimiento con la monarquía española marcó el inicio de la unión entre Quito y Esmeraldas. Siete años después de que fue nombrado gobernador se fundaría la ciudad de Ibarra que tenía como objetivo el unir ambas ciudades y conectar a Quito con la Real Audiencia de Panamá a través de una salida al mar por el norte. Estos esfuerzos continuarían durante el siglo XVII y se materializarían en el siglo XVIII cuando Pedro Vicente Maldonado terminaría el camino a Esmeraldas. Si bien la fundación de Esmeraldas fue temprano, en 1526, el control del territorio fue difícil durante todo el siglo XVII por lo que se llevaron a cabo varios intentos de reducción y pacificación del territorio desde Quito. Por otro lado en Esmeraldas, la pugna por el control entre los Mengache-Arobe y los Illescas haría que sea dicho territorio tampoco sea gobernado por algún bando específico, cayendo en tribalismos y conflictos por muchos años. Sería con la designación de Francisco de Arobe como gobernador de Esmeraldas, coincidiendo en años con la muerte de Alonso de Illescas que lo convertiría en soberano sobre dichas tierras. Por esta razón, es junto a Miguel de Ibarra, Gil Ramírez Dávalos, Francisco Pacheco, Alonso de Mercadillo y Juan de Salinas y Loyola uno de los gobernantes más importantes que marcaron la historia durante los primeros años de la fundación de las ciudades de lo que actualmente es Ecuador, por su espíritu pacífico, y su colaboración para la evangelización y reducción de San Mateo.
| Predecesor: No existe (creación del título) | Gobernador de Esmeraldas 1599 | Sucesor: Desconocido |